# PowerPC Reference Platform
PowerPC Reference Platform (PReP) è una serie di specifiche tecniche sviluppate per consentire la realizzazione di computer basati su processori PowerPC. Le specifiche furono realizzate con quando il progetto PowerPC stava per mettere sul mercato il primo processore della serie. Le specifiche avrebbero consentito ai produttori hardware di realizzare delle macchine standard in grado di eseguire molti sistemi operativi, in particolare le specifiche prevedevano il supporto per il Mac OS, Windows NT Solaris, AIX e altri Unix commerciali. I sistemi PReP non furono mai popolari, solo alcune macchine RS/6000 basate su AIX seguirono le specifiche.
Il specifiche PReP intendeva realizzare una serie di cloni PC basati su PowerPC. Apple Computer riteneva le specifiche troppo pc centriche, in particolare la presenza della porta parallela obbligatoria era ritenuta molto odiosa, i computer Apple non avevano mai avuto porte parallele e nessun programma o periferica l'avrebbe utilizzata. Apple quindi in sostanza decise di non seguire lo standard. Dato lo scarso supporto allo standard e le molte critiche venne varato lo standard CHRP, uno standard basato su Open Firmware, molto più flessibile nella dotazione hardware e quindi più adatto alle richieste Apple.
Attualmente trovare sistemi operativi che supportino computer basati su PReP e molto difficile. Solo la Debian e NetBSD riconoscono questa architettura e gestiscono le periferiche ma il supporto reale è molto ridotto dato il basso numero di macchine esistenti.
Power.org lavora alle specifiche Power Architecture Platform Reference (PAPR), le nuove specifiche dovrebbero fornire un fondamento comune per la macchine basate su architettura Power.